# Nani e ballerine
Nani e ballerine è una locuzione in voga nel lessico giornalistico e politico italiano per alludere, in maniera proverbiale, al clima culturale, gaudente e cortigiano, che negli anni ottanta aleggiò negli ambienti e permeò le frequentazioni della classe dirigente politica italiana che faceva riferimento al Partito Socialista Italiano di Bettino Craxi, Claudio Martelli e Gianni De Michelis.
L'espressione si riferiva al circo cortigiano che circondava e si muoveva nel sottobosco di un ambiente politico di eterogenea composizione e di indole diseguale, popolato da «amministratori, [...], uomini d'affari, professionisti intelligenti e militanti pieni di passione».

## Origine dell'espressione

Ania Pieroni è considerata il simbolo di quella stagione del costume politico etichettata con la locuzione nani e ballerine.

L'espressione è una frase d'autore la cui paternità appartiene a Rino Formica, Ministro delle finanze, ma anche esponente di spicco dello stesso partito socialista, che la utilizzò per etichettare l'ambiente umano e politico della dirigenza del suo partito, bollata, con toni spregiativi, come una «corte di nani e ballerine».
L'epiteto era riferito, in particolare, all'Assemblea Nazionale del Partito Socialista Italiano, un organo privo di ogni autonomia e potere decisionale, con cui si era deciso di sostituire il Comitato centrale, fino ad allora vero organo politico del PSI. Quell'assise, ossequente e pletorica, era imbottita di personaggi di varia indole e provenienza, da Sandra Milo a Gerry Scotti a Sergio Zavoli.
A fare da specchio a quella classe dirigente vi erano anche le aziende sotto controllo statale, oggetto di lottizzazione politica, con la massima visibilità offerta al fenomeno nelle televisioni di stato. Nel gruppo dirigente e nell'organico di quelle aziende, oltre ad amministratori politici e professionisti, facevano la loro comparsa esponenti di quella corte di «pupe di regime» che si agitava intorno alla classe dirigente del PSI, e di cui viene considerato simbolo l'attrice Ania Pieroni, che fu legata anche da una relazione sentimentale al leader indiscusso del PSI dell'epoca, Bettino Craxi.

## Uso nel lessico saggistico e giornalistico
L'espressione è entrata in modo stabile nell'uso politico, giornalistico e saggistico, tanto da essere usata anche a oltre un decennio dalla fine precipitosa di quella stagione del potere con l'avvento della parentesi di Mani pulite, sia con riferimento agli anni ottanta, sia quando si voglia operare una trasposizione temporale per adattare l'espressione al costume di stagioni politiche posteriori. Nel 2006, ad esempio, è stata utilizzata per commentare una nuova stagione del costume che, secondo il colorito lessico di Luca Barbareschi, sarebbe in auge nella Rai del berlusconismo degli anni 2000.
Analoga trasposizione metaforica viene operata dal saggista Giandomenico Crapis, che utilizza l'espressione «nani e ballerine» per indicare la massiccia schiera di personaggi che, nel 1995, durante la conduzione di programmi televisivi, fu mobilitata a sostenere le tesi in favore delle reti televisive facenti capo a Silvio Berlusconi, potenzialmente minacciate dall'eventuale esito abrogativo dei previsti referendum dell'11 giugno 1995.